# Шадеган
Шадега́н (перс. شادگان‎), также Фелахийе (Феллахийе, فلاحية) — город на юго-западе Ирана, в остане Хузестан. Административный центр шахрестана Шадеган. На 2006 год население составляло 48 642 человека.

## География
Город находится на юго-западе Хузестана, в дельте реки Джеррахи, на высоте 14 метров над уровнем моря. Через город проходит канал Нахре-Шадган, соединяющий реки Джеррахи и Карун.
Шадеган расположен на расстоянии приблизительно 70 километров к югу от Ахваза, административного центра остана и на расстоянии 50 километров к северо-востоку от Хорремшехра.

## История
Город становится известным, начиная с эпохи правления династии Сасанидов.
В средние века Шадеган служил станцией на пути паломников из Фарса и Кермана, направляющихся в Мекку.